# Coenosia melanomeros
Coenosia melanomeros este o specie de muște din genul Coenosia, familia Muscidae, descrisă de Fritz Isidore van Emden în anul 1951.
Este endemică în Tanzania. Conform Catalogue of Life specia Coenosia melanomeros nu are subspecii cunoscute.